# Loïc Amisse
Loïc Amisse (Nantes, 9 augustus 1954) is een voormalig Franse voetballer (vleugelspeler) die voor FC Nantes en SCO Angers speelde. Met Nantes werd hij driemaal landskampioen (1977, 1980, 1983) en won hij eenmaal de Coupe de France (1979). Na zijn carrière was hij nog eventjes trainer van Nantes.

## Interlandcarrière
Tussen 1977 en 1983 speelde Amisse twaalf interlands voor de Franse nationale ploeg. Hij scoorde tweemaal voor Les Bleus. In 1976 vertegenwoordigde hij zijn vaderland bij de Olympische Spelen in Montreal (Canada), Canada.